# Avery Ardovino
Avery Ardovino (* 13. Februar 1992 in Alabama) ist eine ehemalige US-amerikanische Skispringerin.

## Werdegang
Ardovino, die für den Park City Nordic Ski Club startete, begann im Alter von acht Jahren mit dem Skispringen und gab am 23. Juli 2004 auf ihrer Heimatschanze in Park City ihr Debüt im Skisprung-Continental-Cup. Dabei erreichte sie auf Anhieb die Punkteränge. Am 17. März 2007 gelang ihr bei der Junioren-Weltmeisterschaft 2007 in Tarvisio mit dem neunten Platz der Sprung unter die besten zehn. Dies gelang ihr auch anschließend mehrfach im Continental Cup, dabei erstmals beim ersten Springen nach der Junioren-WM auf der Normalschanze in Bischofsgrün. Die Saison 2007/08 beendete sie auf dem 14. Platz in der Continental-Cup-Gesamtwertung. Bei der Junioren-Weltmeisterschaft 2008 in Zakopane sprang sie auf den 20. Platz. Ein Jahr später konnte sie ihre Leistung bei der Junioren-Weltmeisterschaft in Štrbské Pleso steigern und erreichte den 12. Platz.
Im August 2010 trat sie nach über einjähriger Pause wieder im Continental Cup an und sprang mit dem 23. Platz in Bischofsgrün sofort in die Punkteränge. Die Saison 2010/11 verlief jedoch minder erfolgreich. So erreichte sie nur in Rovaniemi einen Continental-Cup-Punkt und lag am Ende der Saison auf dem 87. Platz in der Gesamtwertung. Für die folgende Saison trat Ardovino nicht mehr an.

## Erfolge

### Continental-Cup-Platzierungen
| Saison  | Platz | Punkte |
| ------- | ----- | ------ |
| 2004/05 | 42.   | 017    |
| 2005/06 | 39.   | 024    |
| 2006/07 | 25.   | 175    |
| 2007/08 | 14.   | 319    |
| 2008/09 | 37.   | 077    |
| 2010/11 | 87.   | 001    |

## Privates
Ardovino besucht das Westminster College in Park City und wurde von Kjell Magnussen trainiert.